# Maa-chan no nikkichō
Maa-chan no nikkichō (jap. マアチャンの日記帳) – manga autorstwa Osamu Tezuki, publikowana na łamach magazynu „Shokokumin Shinbun” od 4 stycznia do 31 marca 1946.

## Fabuła
Maa-chan no nikkichō to zbiór czteropanelowych komiksów (yonkoma) opowiadających o codziennych przygodach małego przedszkolaka o imieniu Maa-chan.

## Bohaterowie
- Maa-chan – mały psotny przedszkolak dorastający tuż po II wojnie światowej.
- Ton-chan – przyjaciel Maa-chana.
- Ojciec – ojciec Maa-chana.
- Matka – matka Maa-chana.
- Nauczyciel – nauczyciel z przedszkola Maa-chana.

## Produkcja
Maa-chan no nikkichō było pierwszym profesjonalnie opublikowanym dziełem Tezuki. Artysta stworzył je w 1945 roku, mając zaledwie 17 lat. Choć rysunki były dość prymitywne w porównaniu z jego późniejszymi pracami, już wtedy można było dostrzec cechy charakterystyczne dla jego stylu. Manga szybko zdobyła popularność, co doprowadziło do powstania pierwszych gadżetów związanych z twórczością Tezuki – lalek przedstawiających Maa-chana.